# Monumenta Germaniae Historica
Monumenta Germaniae Historica је једна од најзначајнијих едиција историјских извора за средњовековну европску историју. Обухвата различите врсте докумената значајних за изучавање немачке историје од краја Римског царства до 1500. године.
Рад на овој едицији започео је након Наполеонових ратова у доба буђења немачког национализма а са циљем да се духовно припреми уједињене Немачке и да се покаже историјско јединство немачког народа. О обиму материјала који је било потребно обухватити овом едицијом говори чињеница да је Свето римско царство у доба своје највеће снаге обухватало половину познате Европе а на другу половину је претендовало. Да би се овако обиман подухват остварио формирано је Друштво за проучавање старије немачке историје 1819. године које је својим средствима подржао Хајнрих Фридрих Карл витез фон Штајн. Немачки историчар Георг Хајнрих фон Перц био је руководилац пројекта у његовој почетној фази. Године 1820. покренут је часопис Archiv који је служио као средство за обавештавање јавности о раду друштва. Поред Перца у друштву су се налазили и Георг Вајц, Вилхелм Ватенбах, Ернст Димлер и други. Они су развили метод издавања извора који је до данас претрпео само неке мање промене. Први том Monumenta Germaniae Historica издат је 1826. године а до сада је издато преко 200 томова у фолио формату. 
Едиција има пет великих серија:
У оквиру серије Scriptores најзначајније подсерије су (SS rer. Germ. N.S.), и др.